# Polystichtis concinna
Polystichtis concinna är en fjärilsart som beskrevs av Hans Ferdinand Emil Julius Stichel 1910. Polystichtis concinna ingår i släktet Polystichtis och familjen Riodinidae. Inga underarter finns listade i Catalogue of Life.